# Nya Kina

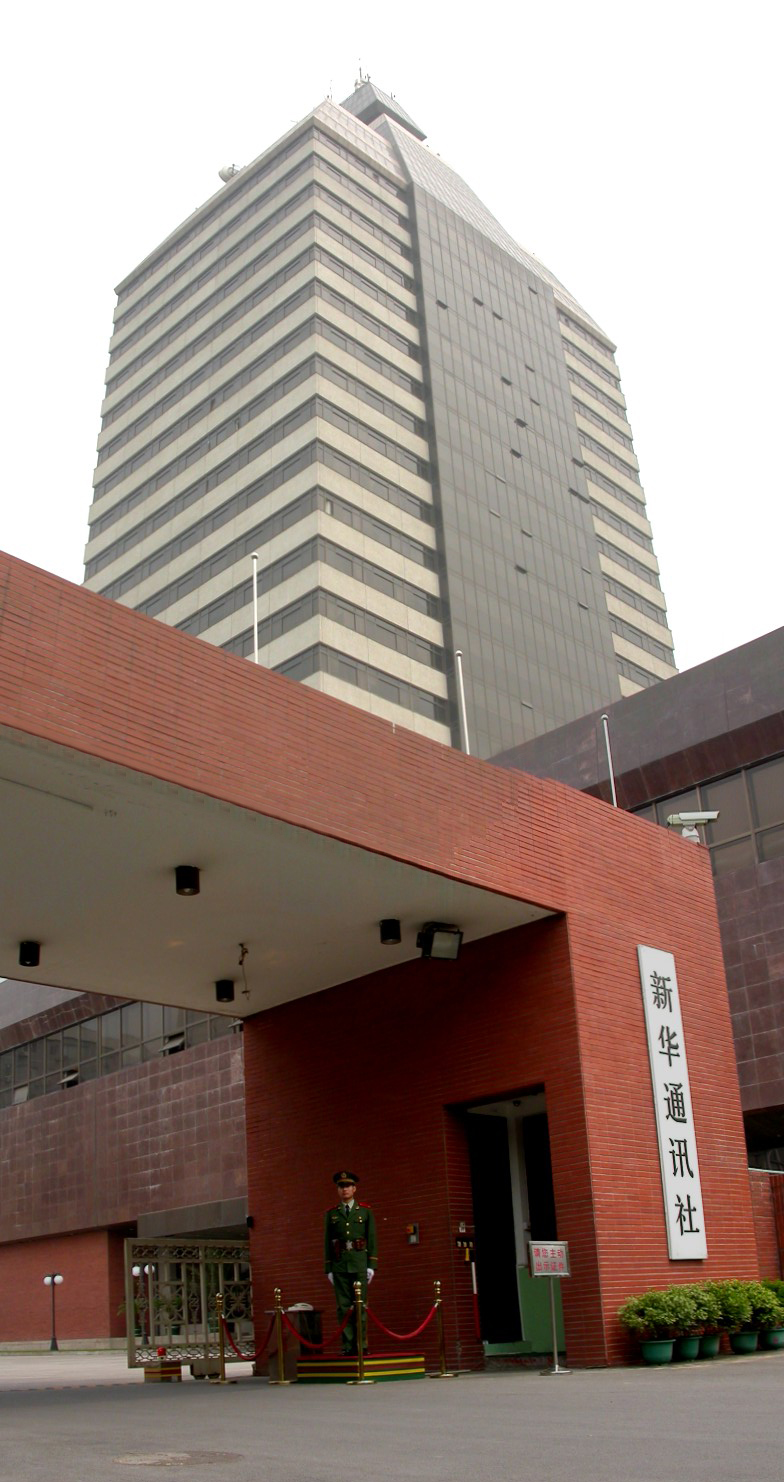
Nya Kinas kansli i Peking.

Xinhua eller Nya Kina (traditionell kinesiska: 新華?, förenklad kinesiska: 新华?, pinyin: Xīnhuá) är den officiella nyhetsbyrån för den kinesiska regeringen och står direkt under Kinas kommunistiska partis avdelning för samhällsinformation. Byrån är baserad i Peking och har över 10 000 anställda, vilket kan jämföras med Reuters cirka 1 300 anställda. Byrån ger bland annat ut Kinas största dagstidningar Folkets Dagblad och Referensnyheter.

## Historik
Nyhetsbyrån grundades i november 1931 som ”Röda Kinas nyhetsbyrå” (红色中华通讯社, Hongse Zhonghua Tongxunshe) och bytte till sitt nuvarande namn 1937.

## Huvudkontor och regionala kontor
Huvudkontoret ligger i Peking och det första regionala kontoret utanför Kina öppnade i London 1947.

### Kairo
Ett regionalt kontor öppnade i Kairo, Egypten, 1985. I november 2005 öppnades ytterligare ett kontor i staden, i Maadi-distriktet.